# Holmlia

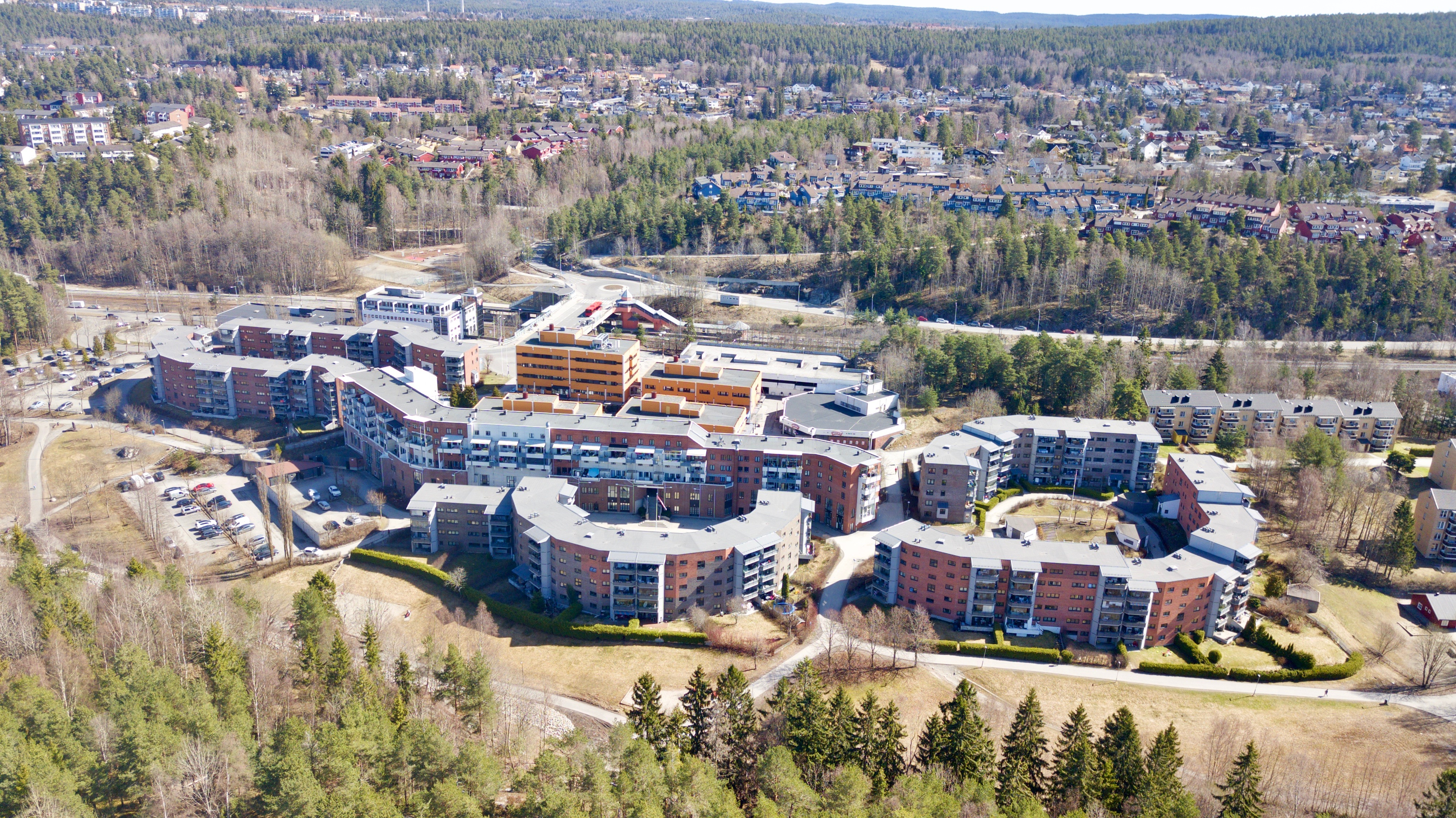
Blick auf Holmlia

Holmlia ist ein Stadtviertel in der norwegischen Hauptstadt Oslo. Das Viertel liegt im Stadtteil Søndre Nordstrand.

## Lage und Verkehr
Holmlia liegt rund zehn Kilometer südlich des Osloer Stadtzentrums an der Ostseite des Oslofjords. Das Viertel stellt den westlichen Teil des Stadtteils Søndre Nordstrand dar. Durch den Westen des Viertels führt die Europastraße 18 (E18). Weiter östlich verläuft die Bahnstrecke Østfoldbanen.

## Geschichte
Bevor das Stadtviertel entstand, war das Areal landwirtschaftlich genutzt worden. Im heutigen Holmlia befanden sich die Höfe Holm, Ås, Lerdal gård und Ljan gård. In den 1930er-Jahren erhielt die Region einen Halteplatz an der Østfoldbanen, die Holmlia stasjon. Der Name wurde aus den beiden Hofnamen Holm und Lia gebildet, die direkt neben dem Halteplatz lagen. Der Name Holmlia wurde schließlich auch für das Stadtviertel genutzt. In den 1950er-Jahren wurden die ersten Wohnblöcke in Holmlia erbaut und in kleinerem Stil Industriebetriebe angesiedelt. Im Jahr 1976 begann der Ausbau von Holmlia zur Trabantenstadt. Es wurden in der Folge weitere Wohnblöcke und das Einkaufszentrum Holmlia senter gebaut. Die Holmlia kirke, eine Kirche mit rund 550 Sitzplätzen, wurde im Jahr 1993 fertiggestellt.
Im Jahr 2001 kam es in Homlia zum Mordfall Benjamin Hermansen, im Norwegischen auch als Homlia-drapet (deutsch Homlia-Mord) bekannt. Der rassistisch motivierte Mord erregte internationales Aufsehen.